# Escales
Escales är en kommun i departementet Aude i regionen Occitanien  i södra Frankrike. Kommunen ligger  i kantonen Lézignan-Corbières som ligger i arrondissementet Narbonne. År 2022 hade Escales 497 invånare.

## Befolkningsutveckling
Antalet invånare i kommunen Escales
Referens: INSEE